# Mendelejew-Rücken

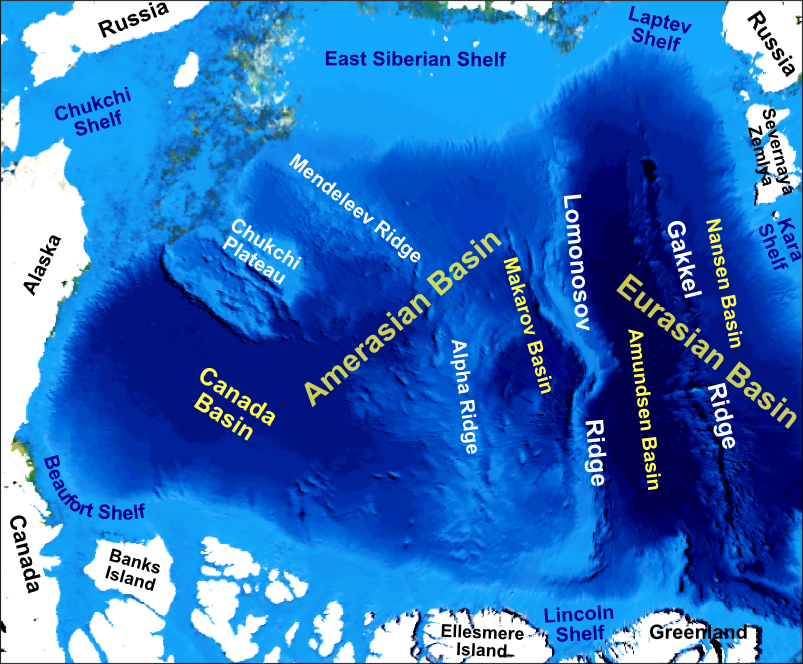
Topographische Karte der Arktis, wo auch der Mendelejew-Rücken zu sehen ist

Der Mendelejew-Rücken (russisch: Хребет Менделеева) ist ein Rücken im Arktischen Ozean. Es ist an den Alpha-Rücken des Amerasia-Beckens angeschlossen und ist nach Dmitri Mendelejew benannt. Der Rücken wurde 1948 von sowjetischen Expeditionen entdeckt. Der Name wurde im April 1987 genehmigt.
Der Mendelejew-Rücken ist maßgeblich am russischen Anspruch auf die Arktis beteiligt. Das von Russland in der Vorlage beanspruchte Territorium ist ein großer Teil des Arktischen Ozeans, einschließlich des Nordpols. Eines der Argumente war die Aussage, dass der Lomonossow-Rücken und der Mendelejew-Rücken Ausläufer des eurasischen Kontinents seien. Im Jahr 2002 lehnte die UN-Kommission den russischen Vorschlag weder ab, noch akzeptierte sie ihn, und empfahl zusätzliche Forschung.
Der Ursprung des Rückens ist aufgrund begrenzter Daten immer noch umstritten, und es ist unklar, ob es sich um ein ozeanisches oder kontinentales Merkmal handelt.